# Flinders Island, South Australia
Flinders Island är en ö i Australien. Den ligger i kommunen Elliston och delstaten South Australia, omkring 400 kilometer väster om delstatshuvudstaden Adelaide. Arean är 22,8 kvadratkilometer.
Genomsnittlig årsnederbörd är 478 millimeter. Den regnigaste månaden är juni, med i genomsnitt 102 mm nederbörd, och den torraste är oktober, med 11 mm nederbörd.